# Vanderhorstia nannai
 Vanderhorstia nannai és una espècie de peix de la família dels gòbids i de l'ordre dels perciformes.

## Morfologia
- Els mascles poden assolir 3,3 cm de longitud total.
- Nombre de vèrtebres: 26.[4]

## Hàbitat
És un peix marí, de clima tropical i demersal que viu entre 0-15 m de fondària.

## Distribució geogràfica
Es troba a Palau i les Filipines.

## Observacions
És inofensiu per als humans.